# Clancy in Wall Street
Clancy in Wall Street est un film américain pré-Code réalisé par Ted Wilde et produit par Edward Small, sorti en 1930.

## Fiche technique
- Réalisation : Ted Wilde
- Scénario :
- Producteur : Edward Small
- Photographie : Harry Jackson
- Montage : Phil Cahn
- Production : Edward Small Productions
- Genre : Comédie[1]
- Distributeur : Aristocrat
- Durée : 70 minutes (8 bobines)[2]
- Date de sortie : 15 mars 1930

## Distribution
- Charles Murray : Michael Clancy
- Aggie Herring : Mrs. Clancy
- Lucien Littlefield : Andy MacIntosh
- Edward Nugent : Donald MacIntosh
- Miriam Seegar : Katie Clancy
- Reed Howes : Freddie Saunders